# لوئیس شلدون
لوئیس شلدون (انگلیسی: Lewis Sheldon; ۹ ژوئن ۱۸۷۴ – ۱۸ فوریهٔ ۱۹۶۰) ورزشکار پرش سه‌گام و پرش ارتفاع اهل ایالات متحده آمریکا بود.